# Susitino Sionepoe
Susitino Sionepoe SM (ur. 4 stycznia 1965 w Vaitupu) – duchowny katolicki. Biskup Wallis i Futuny w latach 2019–2025, arcybiskup metropolita Numei od 2025.

## Życiorys

### Prezbiterat
Święcenia kapłańskie otrzymał 28 listopada 1993 roku jako członek Towarzystwa Maryjnego (marystów). Pracował głównie w zakonnych parafiach na terenie Oceanii. W latach 2012–2018 był wikariuszem prowincjalnym. 

### Episkopat
24 grudnia 2018 roku papież Franciszek mianował go biskupem Wallis i Futuny. Sakry udzielił mu 24 marca 2019 arcybiskup Michel-Marie Calvet. 
14 stycznia 2025 został mianowany arcybiskupem metropolitą Numei. Urząd objął 12 kwietnia 2025. Paliusz otrzymał z rąk papieża Leona XIV w dniu 29 czerwca 2025.